# عابد شریف‌اف
عابد شریف‌اف (ترکی آذربایجانی: Şərifov Abid Qoca oğlu؛ زادهٔ ۶ ژانویهٔ ۱۹۴۰) سیاست‌مدار اهل جمهوری آذربایجان است. او از سال ۱۹۹۵ تا ۲۰۱۸ میلادی معاون نخست وزیر جمهوری آذربایجان بوده است.